# Andy Narell
Andy Narell (New York, 18 marzo 1954) è un musicista, compositore, arrangiatore, produttore discografico ed educatore musicale statunitense.

## Biografia
Narell apprese lo steelpan in giovane età nel Queens, New York. Suo padre, un assistente sociale, aveva iniziato un programma di steelpan che suonava per giovani a rischio presso la Jewish philanthropic Education Alliance nel Lower East Side di Manhattan usando due set di padelle fatte da Rupert Sterling, nativo di Antigua. A partire dal 1962 Andy, suo fratello Jeff e altri tre ragazzi suonarono su un terzo set di padelle fatte da Sterling nel seminterrato di casa Narell nel quartiere di Whitestone del Queens, chiamandosi Steel Bandits (Banditi d'Acciaio). La band era un gruppo di steelpan che suonava in concerti e apparve in programmi televisivi, tra cui I’ve Got a Secret nel 1963.
La band suonò alla Carnegie Hall e al Festival Nazionale di Musica di Trinidad. Murray Narell invitò Ellie Mannette nel 1964 per espandere le attività steelpan a New York e lo convinse a venire nel 1967. Mannette insegnò ai ragazzi di Narell più tecnica, e suonarono su piatti migliorati accordati da Mannette.
Narell ha studiato musica presso l'Università della California - Berkeley e ha suonato il pianoforte con l'Università della California Jazz Ensembles sotto la direzione di David W. Tucker. Si laureò nel 1973.
Ha iniziato con l'etichetta discografica Hip Pocket ed ha pubblicato il suo primo album da solista, Hidden Treasures, nel 1979. Con un interesse per la musica caraibica, il jazz latino e il rhythm and blues, si unì al Caribbean Jazz Project nel 1995 con Dave Samuels e Paquito D'Rivera.
Si è esibito con i Montreux, i Sakésho, i Calypsociation, Béla Fleck and the Flecktones. Ha composto e arrangiato musica per il concorso nazionale di Trinidad, Panorama. Narell si è esibito in Sudafrica nel 1999 davanti a una folla di 80.000 persone.

## Impegno in Panorama competition
Nel 1999 Narrell divenne il primo straniero a comporre per la competizione Panorama steel band a Trinidad, dirigendo l'Orchestra Skiffle Bunch Steel di 100 musicisti alle finali di Panorama sia del 1999 che del 2000. Dopo una pausa di 12 anni, Narell è tornato al Panorama nel 2013 e nei successivi tre anni per organizzare Birdsong. I suoi arrangiamenti hanno continuato a introdurre idee musicali che non sono erano proposte prima in un Panorama, come il tempo in 6/8 in una sezione di "We Kinda Music" nel 2014. Alcuni critici hanno liquidato la sua musica come jazz o avant-garde piuttosto che Panorama.

## Discografia

### Come bandleader
- Hidden Treasure (Inner City, 1979)
- Stickman (Hip Pocket, 1981)
- Light in Your Eyes (Hip Pocket, 1983)
- Slow Motion (Hip Pocket, 1985)
- The Hammer (Windham Hill, 1987)
- Little Secrets (Windham Hill, 1989)
- Down the Road (Windham Hill, 1992)
- The Long Time Band (Windham Hill, 1995)
- Behind the Bridge (Heads Up, 1998)
- Fire in the Engine Room (Heads Up, 2000)
- Live in South Africa (Heads Up, 2001)
- The Passage (Heads Up, 2004)
- Tatoom (Heads Up, 2007)
- University of Calypso (Heads Up, 2009)
- Oui ma Chérie! (Andy Narell, 2014)
- Dis 1. 4. Raf (Andy Narell, 2016)[1]
- We Kinda Music (Andy Narell, 2017)[1]

Con i Caribbean Jazz Project
- The Caribbean Jazz Project (Heads Up, 1995)
- Island Stories (Heads Up, 1999)

Con i Sakésho
- Sakésho (Heads Up, 2002)
- We Want You to Say... (Heads Up, 2005)

### Come ospite
- Darol Anger, Heritage (Six Degrees, 1997)
- Darol Anger/Barbara Higbie Quintet, Live at Montreux (Windham Hill, 1985)
- Angela Bofill, Something About You (Arista, 1981)
- Richie Cole, Signature (Milestone,  1988)
- Paulinho da Costa, Breakdown (A&M, 1991)
- Pete Escovedo, Flying South (Concord Picante, 1995)
- Béla Fleck, Outbound (Columbia, 2000)
- Béla Fleck, Live at the Quick (Columbia, 2002)
- Aretha Franklin, Who's Zoomin' Who? (Arista, 1985)
- Alex De Grassi, The World's Getting Loud (Windham Hill, 1993)
- Jimmy Haslip, Arc (GRP, 1993)
- Greg Kihn, Citizen Kihn (EMI, 1985)
- Boney James, Ride (Warner Bros., 2001)
- Biréli Lagrène, Electric Side (Dreyfus, 2008)
- Patti LaBelle, Tasty (Epic, 1978)
- The Manhattan Transfer, Mecca for Moderns (Atlantic, 1981)
- Les McCann, Listen Up! (MusicMasters, 1996)
- Marcus Miller, The Sun Don't Lie (Dreyfus, 1993)
- Ray Obiedo, Sticks & Stones (Windham Hill, 1993)
- Ray Obiedo, Zulaya (Windham Hill, 1995)
- John Patitucci, Another World (GRP, 1993)
- Kim Pensyl, Eyes of Wonder (GRP, 1993)
- Peter, Paul and Mary, Reunion (Warner Bros., 1978)
- The Pointer Sisters, Having a Party (ABC, 1977)
- Paquito D'Rivera, Panamericana Suite (MCG, 2010)
- Pete Sears, Watchfire (Redwood, 1988)
- Ben Sidran, Life's a Lesson (Go Jazz, 1993)
- Phoebe Snow, It Looks Like Snow (Columbia, 1976)
- Spyro Gyra, Original Cinema (Heads Up, 2002)
- Spyro Gyra, Good to Go-Go (Heads Up, 2007)
- Taj Mahal, Satisfied 'n' Tickled Too (Columbia, 1976)
- Toto, The Seventh One (CBS, 1988)
- Vince Mendoza, Nights on Earth (Art of Groove, 2011)
- Nancy Wilson, Turned to Blue (MCG, 2006)
- Link Wray, The Link Wray Rumble (Polydor, 1974)
- Vital Information, Easier Done Than Said (Manhattan, 1992)
- Narada Michael Walden, Looking at You, Looking at Me (Atlantic, 1983)